# 圣弗洛里娜
圣弗洛里娜（法語：Sainte-Florine，法語發音：[sɛ̃t flɔʁin]），法国中南部城市，奥弗涅-罗讷-阿尔卑斯大区上卢瓦尔省的一个市镇，隶属于布里尤德区，其市镇面积为7.67平方公里，2022年1月1日时人口数量为3,257人，在法国城市中排名第3,462位。
圣弗洛里娜位于上卢瓦尔省西北部，北侧与多姆山省接壤，圣日耳曼代福塞—尼姆铁路由此通过，是一个区域性的中心城市，近现代因煤炭开采而兴盛。

## 地名来源
“Sainte-Florine”一名可能出自拉丁语“Sancta-Florina”，后者可能为奥弗涅历史上的一位宗教人物，其生平尚有待考证。法国大革命期间，当地的官方名称曾被更改为“Florine-le-Charbon”。
圣弗洛里娜所处区域历史上曾通行奥弗涅方言，“Sainte-Florine”在奥克语维基百科中及Openstreetmap中被标记为“Santa Florina”。

## 历史

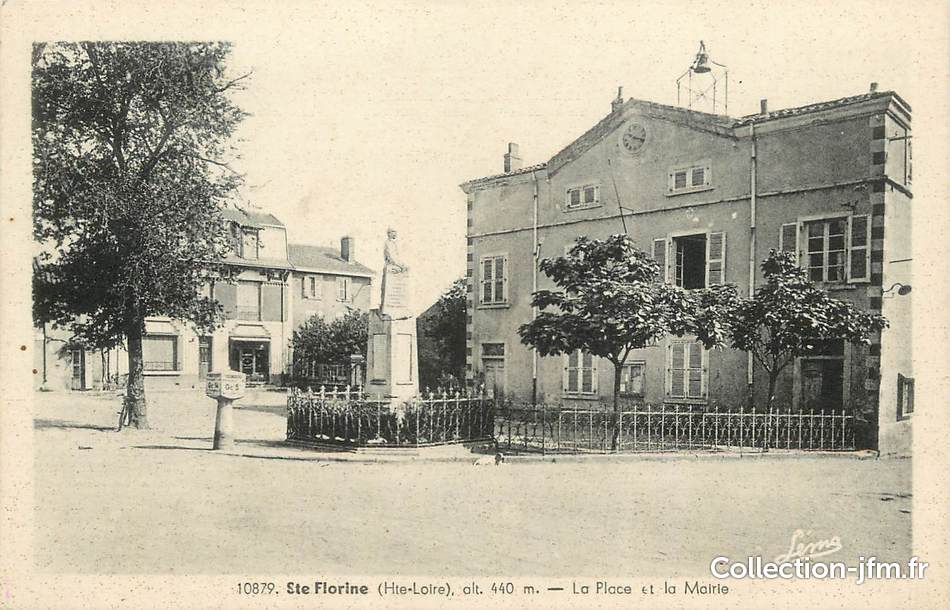
20世纪初的圣弗洛里娜市政厅

圣弗洛里娜的早期历史尚不清楚，当地曾发掘出公元一世纪的钱币。中世纪时，圣弗洛里娜长期为奥弗涅伯国的一处普通村落，其镇中心的教堂于1641年4月建成。法国大革命后，圣弗洛里娜成为上卢瓦尔省的一个市镇。工业革命期间，圣弗洛里娜地区发现煤炭资源，并很快得到开采，当地人口数量亦逐年增加，鼎盛时期该区域的矿工数量超过一千人。途径圣弗洛里娜的圣日耳曼代福塞—尼姆铁路于1870年全线建成通车。19世纪末，因不满工作环境及薪资待遇，圣弗洛里娜多次发生煤矿工人罢工事件，法国无产阶级政治家让·饶勒斯于1893年6月21日在圣弗洛里娜发表演讲，但1902年的全国矿工大罢工再次波及圣弗洛里娜地区。一战期间，数十名圣弗洛里娜居民曾参与一线战斗，当地政府于1921年在圣弗洛里娜镇中心建立了一战烈士纪念碑。二十世纪中后期，圣弗洛里娜地区的煤炭开采活动逐渐萎缩，当地最后一处矿井于1978年关闭。

## 地理

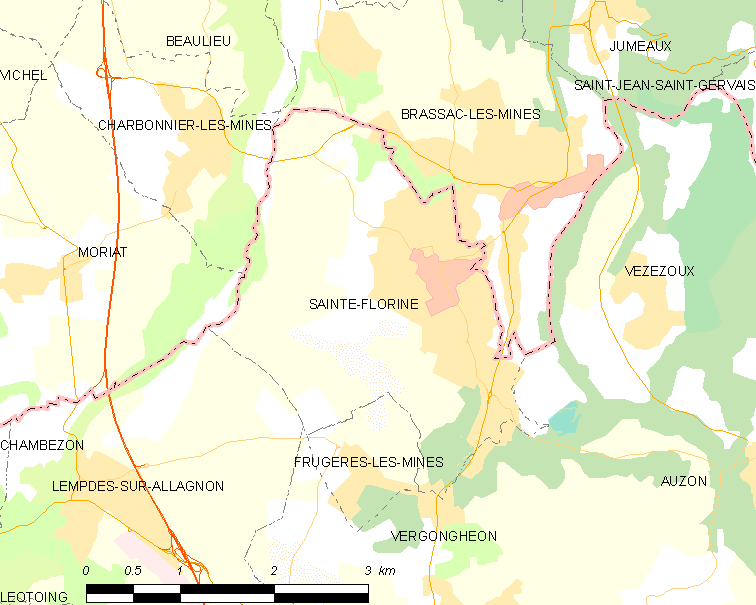
圣弗洛里娜市镇范围地图

圣弗洛里娜位于法国中南部，奥弗涅-罗讷-阿尔卑斯大区西部和上卢瓦尔省西北部，距离省会勒皮大约73公里。与圣弗洛里娜接壤的市镇包括：布拉萨克莱米讷、沙博尼耶莱米讷、弗吕热尔莱米讷、莫里亚、阿拉尼翁河畔朗德、韦泽祖和韦尔贡容。

### 地形
圣弗洛里娜位于利马涅平原南部，境内以平原为主，市镇中心整体位于一处地势较为平坦的台垣地带，西南侧部分街区略有起伏，全境海拔在400到511米之间。

### 水文
圣弗洛里娜位于卢瓦尔河流域范围内，勒日河（La Leuge）自南向东北流经市镇南部。

### 植被
圣弗洛里娜属于温带阔叶混交林区，林地零散分布于一些坡地地带，市区中南部的拉坎公园（Parc Raquin）是当地的一处城市绿地。
在鲜花城市的评比中，圣弗洛里娜暂未被评级。

### 气候
圣弗洛里娜在柯本气候分类法中属于带有大陆性特征的温带海洋性气候（Cfb）。
距离圣弗洛里娜最近的常年气象站位于布里尤德境内，以下为该气象站的数据（其中日照数据取自伊苏瓦尔）：
| 布里尤德 1981年－2019年 | 布里尤德 1981年－2019年 | 布里尤德 1981年－2019年 | 布里尤德 1981年－2019年 | 布里尤德 1981年－2019年 | 布里尤德 1981年－2019年 | 布里尤德 1981年－2019年 | 布里尤德 1981年－2019年 | 布里尤德 1981年－2019年 | 布里尤德 1981年－2019年 | 布里尤德 1981年－2019年 | 布里尤德 1981年－2019年 | 布里尤德 1981年－2019年 | 布里尤德 1981年－2019年 |
| 月份                    | 1月                     | 2月                     | 3月                     | 4月                     | 5月                     | 6月                     | 7月                     | 8月                     | 9月                     | 10月                    | 11月                    | 12月                    | 全年                    |
| ----------------------- | ----------------------- | ----------------------- | ----------------------- | ----------------------- | ----------------------- | ----------------------- | ----------------------- | ----------------------- | ----------------------- | ----------------------- | ----------------------- | ----------------------- | ----------------------- |
| 历史最高温 °C（°F）     | 17 (63)                 | 25 (77)                 | 27.3 (81.1)             | 30 (86)                 | 34 (93)                 | 38 (100)                | 40.3 (104.5)            | 40 (104)                | 36.6 (97.9)             | 29.9 (85.8)             | 26 (79)                 | 19.2 (66.6)             | 40.3 (104.5)            |
| 平均高温 °C（°F）       | 7.2 (45.0)              | 9.1 (48.4)              | 12.4 (54.3)             | 15.2 (59.4)             | 19.4 (66.9)             | 23.5 (74.3)             | 28.2 (82.8)             | 26.8 (80.2)             | 23.8 (74.8)             | 18.3 (64.9)             | 11.5 (52.7)             | 8.2 (46.8)              | 17 (63)                 |
| 日均气温 °C（°F）       | 2.7 (36.9)              | 3.9 (39.0)              | 6.6 (43.9)              | 9 (48)                  | 12.9 (55.2)             | 16.6 (61.9)             | 20.2 (68.4)             | 19 (66)                 | 16.4 (61.5)             | 12.1 (53.8)             | 6.6 (43.9)              | 3.9 (39.0)              | 10.8 (51.4)             |
| 平均低温 °C（°F）       | −1.8 (28.8)             | −1.3 (29.7)             | 0.9 (33.6)              | 2.8 (37.0)              | 6.5 (43.7)              | 9.8 (49.6)              | 12.1 (53.8)             | 11.2 (52.2)             | 9.1 (48.4)              | 6 (43)                  | 1.7 (35.1)              | −0.4 (31.3)             | 4.7 (40.5)              |
| 历史最低温 °C（°F）     | −24 (−11)               | −20 (−4)                | −13.5 (7.7)             | −6 (21)                 | −5 (23)                 | 0 (32)                  | 2.4 (36.3)              | 1 (34)                  | −2.5 (27.5)             | −5 (23)                 | −9.5 (14.9)             | −18 (0)                 | −24 (−11)               |
| 平均降水量 mm（）       | 30.8 (1.21)             | 26.2 (1.03)             | 30.6 (1.20)             | 57.6 (2.27)             | 80.3 (3.16)             | 67.2 (2.65)             | 54.9 (2.16)             | 58.3 (2.30)             | 69 (2.7)                | 64.3 (2.53)             | 46.8 (1.84)             | 36.5 (1.44)             | 622.5 (24.51)           |
| 月均日照時數            | 86.9                    | 105.9                   | 156.4                   | 167.5                   | 201.5                   | 251.1                   | 258.8                   | 220.2                   | 173.7                   | 129.6                   | 77.7                    | 67.7                    | 1,897                   |
| 来源：infoclimat.fr     |                         |                         |                         |                         |                         |                         |                         |                         |                         |                         |                         |                         |                         |

## 行政区划
圣弗洛里娜的市镇编号为43185，邮政编号为43250。
在行政管理方面，圣弗洛里娜隶属于法国奥弗涅-罗讷-阿尔卑斯大区上卢瓦尔省布里尤德区；在地方选举方面，圣弗洛里娜是圣弗洛里娜县的中央投票站所在地，其市镇范围全境被划入上卢瓦尔省第二选区；在社会管理方面，圣弗洛里娜是欧宗市镇公共社区的办公驻地。
截至2023年11月，圣弗洛里娜市镇范围内暂无任何城市敏感街区及城市政策优先街区。
法国国家统计与经济研究所（简称）在进行数据统计时，将圣弗洛里娜及相邻的另外5个市镇设为布拉萨克莱米讷城市核心区及布拉萨克莱米讷城市区。自2020年起，布拉萨克莱米讷城市区被撤销，圣弗洛里娜被划入包含53个市镇的伊苏瓦尔城市辐射区。此外，还将圣弗洛里娜市镇整体看作一个“块区”（IRIS），以便于统计人口分布情况。

## 交通

### 公路
上卢瓦尔省省道D5线、D14线、D17线、D76线、D146线和D651线在圣弗洛里娜境内交汇。奥弗涅-罗讷-阿尔卑斯城际巴士（商业名称为）下属的H10线、H14线和H15线停靠圣弗洛里娜，可直通朗雅克、布里尤德、韦泽祖等地。
| 18 | 4.8 |

| 勒皮 | 72 |

| 布里尤德 | 16 |

| 布拉萨克莱米讷 | 2 |

2020年，68.6%的圣弗洛里娜家庭拥有至少一辆私人汽车。2021年，圣弗洛里娜境内共发生各类交通事故1起，造成2人受伤，其中1人重伤。

### 铁路
圣日耳曼代福塞—尼姆铁路从圣弗洛里娜市镇范围南部过境。布拉萨克莱米讷-圣弗洛里娜站位于布拉萨克莱米讷市镇范围内，距离圣弗洛里娜镇中心大约2公里，该站停靠往返于克莱蒙费朗和勒皮一线的区域列车，部分班次可直通里永、尼姆及欧里亚克。

### 航空
圣弗洛里娜距离克莱蒙费朗机场和勒皮机场的公路里程分别约55公里和60公里。

### 城市公共交通
圣弗洛里娜市政府提供当地的中学生定制校车服务。

## 政治

### 市政内阁
圣弗洛里娜的现任市长为雷蒙·富雷先生（Raymond FOURET），他是一名左翼无党派人士，在2020年的市政选举中获得了100.00%的支持率（无其他候选人）。
| 圣弗洛里娜历届市长     | 圣弗洛里娜历届市长          | 圣弗洛里娜历届市长 |
| 任期                   | 市长                        | 党派               |
| ---------------------- | --------------------------- | ------------------ |
| （1977年以前资料暂缺） |                             |                    |
| 1977年－2001年         | Gabriel GAY 加布里埃尔·盖伊 | PS社会党           |
| 2001年－2020年         | Nicole CHASSIN 尼科尔·沙桑  | PS社会党           |
| 2020年－               | Raymond FOURET 雷蒙·富雷    | DVG左翼无党派人士  |

### 各级选举
| 圣弗洛里娜历届投票选举结果 | 圣弗洛里娜历届投票选举结果 | 圣弗洛里娜历届投票选举结果 | 圣弗洛里娜历届投票选举结果 | 圣弗洛里娜历届投票选举结果 | 圣弗洛里娜历届投票选举结果 | 圣弗洛里娜历届投票选举结果 | 圣弗洛里娜历届投票选举结果 | 圣弗洛里娜历届投票选举结果 | 圣弗洛里娜历届投票选举结果 |
| 选举项目                   | 选举范围                   | 选区单位                   | 选区单位内的选举结果       | 选区单位内的选举结果       | 选区单位内的选举结果       | 选区单位内的选举结果       | 选区单位内的选举结果       | 选区单位内的选举结果       | 参考资料                   |
| 选举项目                   | 选举范围                   | 选区单位                   | 第一轮胜出者               | 第一轮胜出者               | 支持率                     | 第二轮胜出者               | 第二轮胜出者               | 支持率                     | 参考资料                   |
| -------------------------- | -------------------------- | -------------------------- | -------------------------- | -------------------------- | -------------------------- | -------------------------- | -------------------------- | -------------------------- | -------------------------- |
| 2017年法國總統選舉         | 法國                       | 市镇                       |                            | 让-吕克·梅朗雄             | 26.67%                     |                            | 埃马纽埃尔·马克龙          | 60.9%                      | [ 26 ]                     |
| 2017年法国立法选举         | 上卢瓦尔省第二选区         | 市镇                       |                            | 皮埃尔·埃泰奥克勒          | 29.88%                     |                            | 让-皮埃尔·维吉耶           | 50.97%                     | [ 26 ]                     |
| 2019年欧洲议会选举         | 法國                       | 市镇                       |                            | 若尔丹·巴尔代拉            | 27.49%                     | （不适用）                 | （不适用）                 | （不适用）                 | [ 28 ]                     |
| 2021年法国省级选举         | 上盧瓦爾省                 | 县                         |                            | 尼科勒·沙桑 帕斯卡·吉伯兰  | 80.87%                     | （不适用）                 | （不适用）                 | （不适用）                 | [ 29 ]                     |
| 2021年法国省级选举         | 上盧瓦爾省                 | 市镇                       |                            | 尼科勒·沙桑 帕斯卡·吉伯兰  | 83.59%                     | （不适用）                 | （不适用）                 | （不适用）                 | [ 29 ]                     |
| 2021年法国大区选举         |                            | 市镇                       |                            | 洛朗·沃基耶                | 59.24%                     |                            | 洛朗·沃基耶                | 66.5%                      | [ 30 ]                     |
| 2022年法国总统选举         | 法國                       | 市镇                       |                            | 玛丽娜·勒庞                | 31.09%                     |                            | 玛丽娜·勒庞                | 55.54%                     | [ 26 ]                     |
| 2022年法国立法选举         | 上卢瓦尔省第二选区         | 市镇                       |                            | 让-皮埃尔·维吉耶           | 28.47%                     |                            | 让-皮埃尔·维吉耶           | 55.91%                     | [ 26 ]                     |

## 人口
2020年，圣弗洛里娜市镇人口数量为3,226，在法国排名第3,462位。其中男性1,520人，女性1,706人，75岁及以上人口占11.9%，外籍人口数量为42人，人口密度为421人/平方公里，当地居民被称为（男性）或（女性）。2021年，圣弗洛里娜境内出生27人，死亡人口42人。
| 圣弗洛里娜1901年－2020年人口变化情况 |
|                                      |
| 数据来源：Cassini、INSEE             |

## 经济

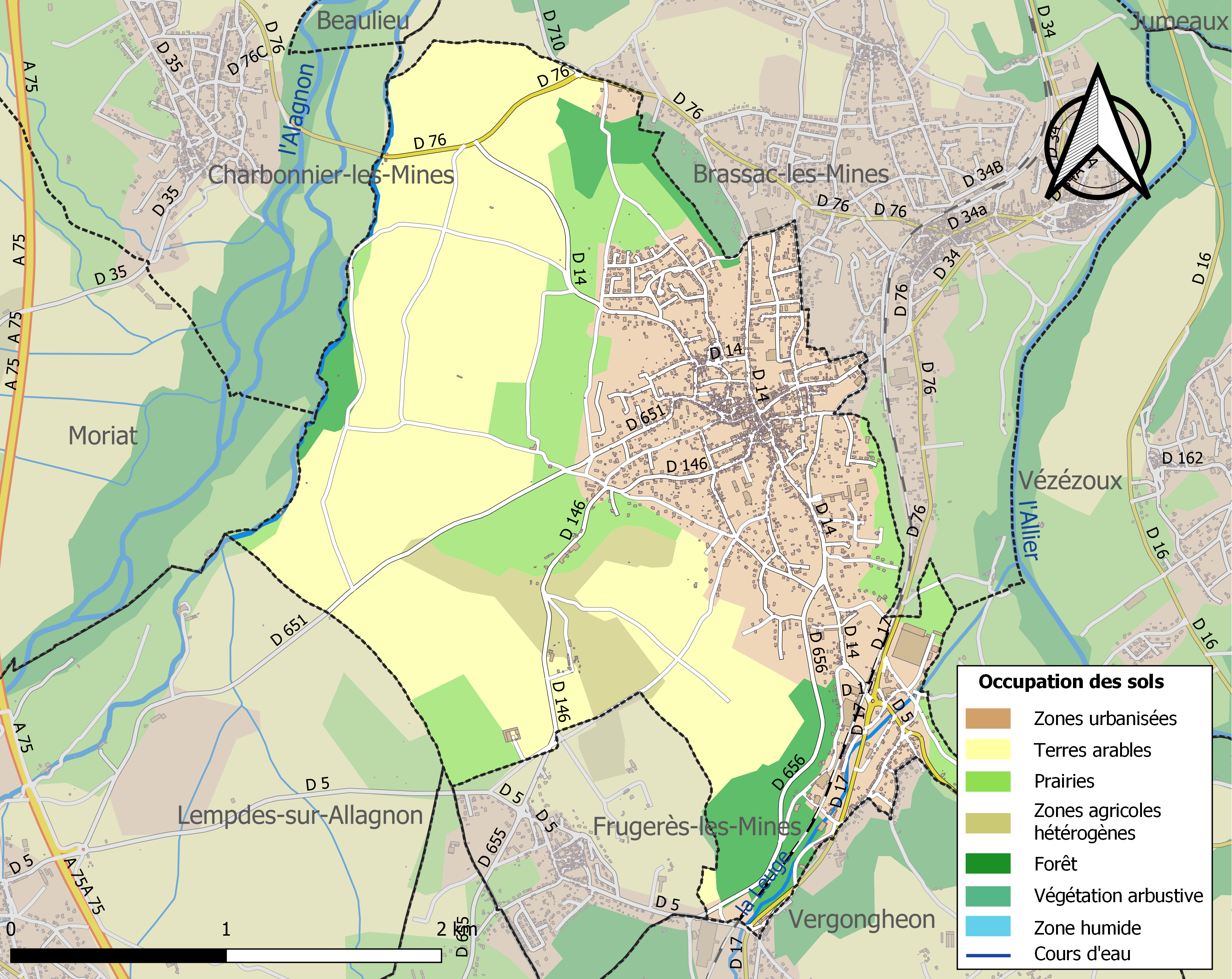
圣弗洛里娜土地利用情况地图

圣弗洛里娜是一个区域性的中心城市。截至2023年11月，圣弗洛里娜市镇范围内共有各类用人单位（包含自雇）309家，平均历史为17年，其中98.73%为中小型企业（PME），2023年9月至11月间，当地的经济活力指数为0。（金属构建制造）、（金属工具制造）及（城际公路客运）是当地2021年营业额最高的三个企业，分别为9,432,847欧元、9,260,129欧元和5,621,992欧元。

## 财政与居民收入
2021年，圣弗洛里娜的财政收入总额为3,033,920欧元，财政支出总额为2,304,770欧元，当年的债务总额为758,640欧元。2021年，圣弗洛里娜市镇通过增值税获得149,590欧元的收入，此外当地还共获得了128,930欧元的国家直接财政补助。
2019年，圣弗洛里娜的人均月收入总额为2,027欧元，其中高级职员为3,417欧元，低于法国平均水平（4,230欧元）；中级职员为2,256欧元，低于法国平均水平（2,411欧元）；普通职员为1,676欧元，亦低于法国平均水平（1,740欧元）。
2020年，圣弗洛里娜境内的贫困率为13%，青壮年（15至64岁）失业率为14.2%；2022年，当地35.6%的家庭拥有纳税资格，平均纳税1,544欧元，低于法国平均水平（4,393欧元）。

## 社会事务

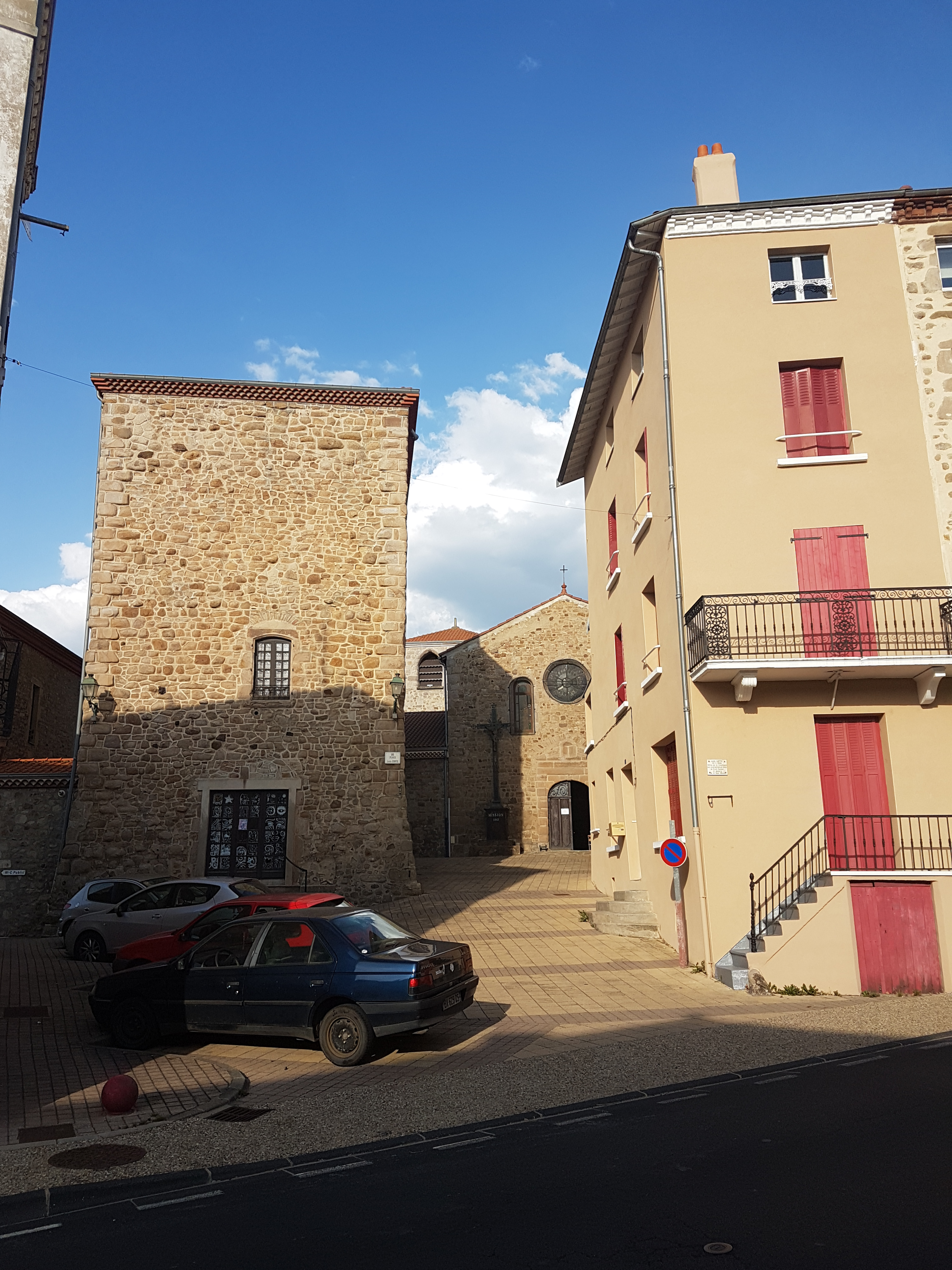
镇中心的路易·孔泰广场

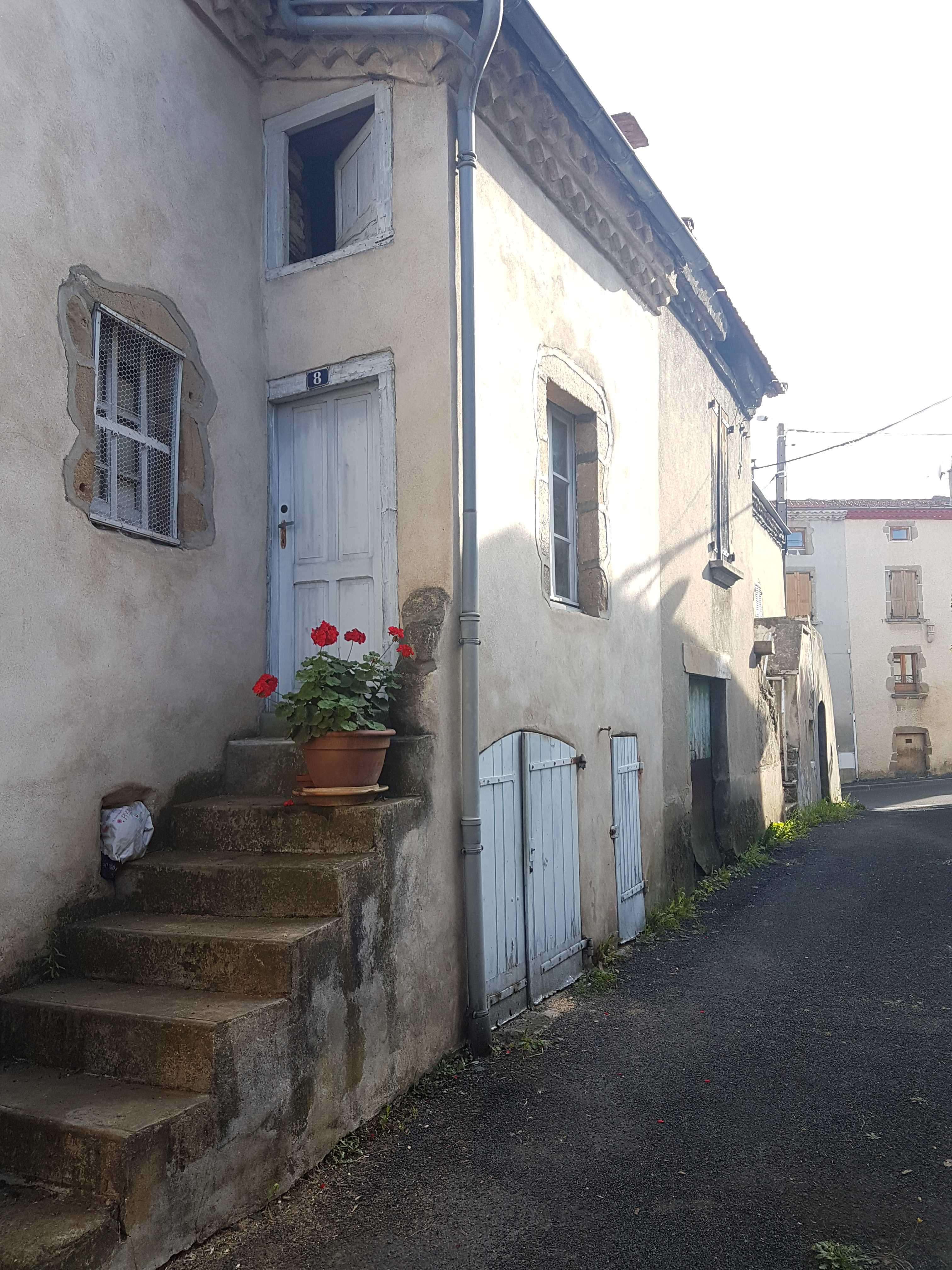
传统民居

### 教育
圣弗洛里娜属于克莱蒙费朗学区。截至2021年1月1日，圣弗洛里娜境内共有2所幼儿园、2所小学、2所初级中学和1所农业高中。2021至2022学年度，圣弗洛里娜境内共有在校中等教育阶段学生325名。

### 医疗
截至2021年1月1日，圣弗洛里娜境内共有全科医生4名、保健师1名、牙医2名和护士3名。境内共有药房2家、养老院1家。
距离圣弗洛里娜最近的区域性医疗机构为布里尤德中心医院（Centre Hospitalier de Brioude），其主病区医院位于布里尤德市区北部，距离圣弗洛里娜市区的正常车程大约17分钟，该院设有床位174个，是布里尤德区内规模最大的公立综合性医院。

### 住房
2020年，圣弗洛里娜境内共有各类住房1,889套，其中83.0%为独立式居民区，16.6%为集中式居民区。常住房屋占圣弗洛里娜市镇范围内居民建筑总量的81.2%。
在住房保障政策方面，2022年，圣弗洛里娜境内共有272户家庭获得了住房经济补助，受益人数占总人口数量的9.8%，其中252份为房租补助。

### 商业
2021年，圣弗洛里娜境内共有各类实体商铺45家，其中餐厅5家、大型超市1家、杂货店3家、面包房2家、肉铺1家、书店2家、银行门店1家、美容美发店5家、汽车维修店3家。圣弗洛里娜市镇南侧建有一家Aldi超市。

### 体育
2021年，圣弗洛里娜境内共有2间体育馆、1座综合体育场、2处网球场、1处足球或橄榄球场以及1处篮球或排球场。
截至2023年11月，圣弗洛里娜境内暂无任何注册足球俱乐部。原有的圣弗洛里娜足球俱乐部于1981年并入布拉萨克莱米讷足球俱乐部并更名为布拉萨克-圣弗洛里娜运动员体育俱乐部（CSA Brassac-Sainte-Florine），后又于2020年与拉孔贝勒-沙博尼耶体育会合并成为“矿区体育联盟”（Union Sportive Bassin Minier，编号560477），其主队2023至2024赛季参加多姆山省足球联赛甲组（法国第九级别），圣弗洛里娜境内的丰达里球场（Stade de Fondary）是该队的一个训练场地。

### 环境
圣弗洛里娜的环境事务由其所属的欧宗市镇公共社区联合各级政府协调负责。2021年，圣弗洛里娜境内暂无污染企业。

### 治安
2021年，圣弗洛里娜市镇范围内有1处宪兵队。
圣弗洛里娜及其附近的97个市镇是布里尤德国家宪兵队（zone gendarmerie de Brioude）的管辖范围。2020年，该宪兵队累计记录各类案件1,461起，其中盗窃类案件491起，经济类案件258起，毒品交易类案件230起。

## 文化

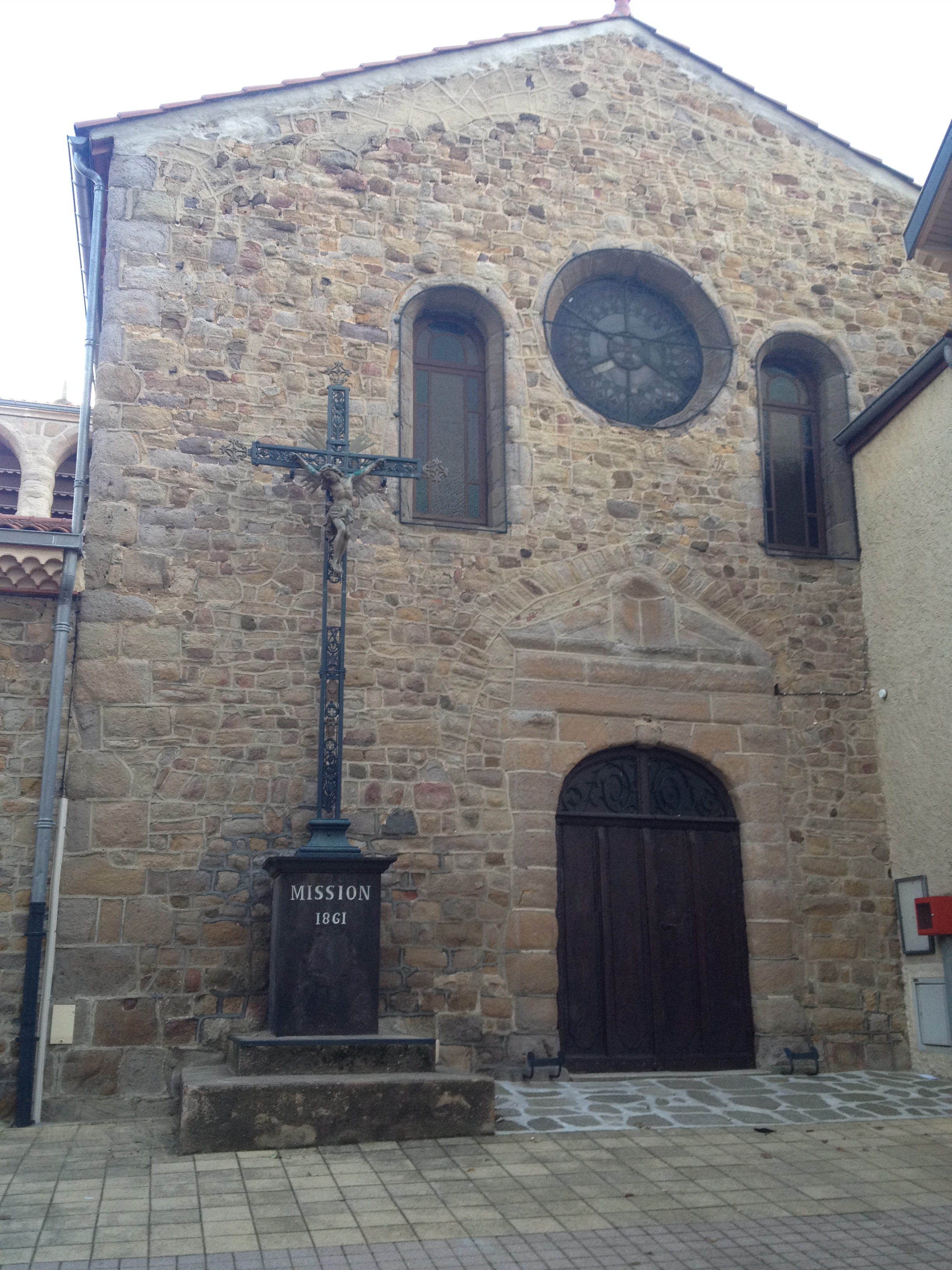
圣雅克教堂

2021年，圣弗洛里娜境内暂无任何文化设施。圣弗洛里娜境内建有加布里埃尔·盖伊多媒体中心（Médiathèque Gabriel Gay），每周一至六向公众开放。

### 建筑
圣弗洛里娜境内有多处历史建筑，其中位于镇中心的圣雅克教堂（Église Saint-Jacques de Sainte-Florine）是当地的地标性建筑物。

### 旅游
圣弗洛里娜的旅游事务由其所属的欧宗市镇公共社区负责。2023年，圣弗洛里娜境内共有1家酒店共计14间房间。

### 媒体
法国主要的媒体均可在圣弗洛里娜接收，法国电视三台下属的奥弗涅-罗讷-阿尔卑斯大区频道在部分时段播出圣弗洛里娜所在上卢瓦尔省的地方新闻。《进步报》、《上卢瓦尔省觉醒报》、蓝色法兰西奥弗涅广播、Scoop广播等是当地主要的地方性媒体。

## 友好城市
截至2023年11月，圣弗洛里娜共与一座城市建立了友好城市关系：
- 德国 措伊伦罗达-特里伯斯